# Prefectura apostólica de Trebisonda
La prefectura apostólica de Trebisonda (en latín: Praefectura Apostolica Trapezuntina) fue una circunscripción eclesiástica de la Iglesia católica en Turquía. Se trataba de una prefectura apostólica latina, inmediatamente sujeta a la Santa Sede. Fue suprimida el 12 de septiembre de 1896.

## Territorio y organización
La prefectura apostólica extendía su jurisdicción sobre los fieles católicos de rito latino residentes en la costa del mar Negro desde la parte occidental de la actual Georgia (Mingrelia, Imericia, Ayaria, inclusive), en su mayor parte bajo control o protección del Imperio ruso, hasta la desembocadura del Danubio (territorios actualmente de Bulgaria y Rumania), sin incluir la costa de Tracia. Por el interior se extendía por Anatolia abarcando las regiones históricas de Ponto, Paflagonia y Bitinia, alcanzando los límites otomanos con Persia y el río Éufrates sin incluir la Mesopotamia.
La sede de la prefectura apostólica se encontraba en la ciudad de Trebisonda.

## Historia
Trebisonda o Trapezus fue la sede de la diócesis de Trebisonda durante los siglos XIII y XIV.
El 1 de enero de 1845 el zar Nicolás I de Rusia ordenó expulsar a ocho sacerdotes capuchinos de la misión de Tiflis en Georgia, quienes llegaron a Trebisonda el 21 de enero de 1845, en donde el cónsul de Francia los ayudó a comprar un terreno y a construir una casa monástica en él. 
La prefectura apostólica de Trebisonda fue erigida el 13 de marzo de 1845, separando territorio del vicariato apostólico de Constantinopla. Fue confiada al cuidado de los frailes capuchinos. Incluía la zona costera del mar Negro, en la parte centro oriental de Anatolia (por eso también se la conoce como la prefectura apostólica del Mar Negro). Durante la guerra de Crimea, el 28 de febrero de 1866 el sultán otomano dio permiso para la construcción de una iglesia para los cristianos que visitaban Trebisonda, siendo abierta al culto el 2 de febrero de 1874 con el nombre de Santa María.
Por decreto del 19 de mayo de 1883 de la Congregación de Propaganda Fide cedió la ciudad de Varna a la diócesis de Nikópol y por decreto del 5 de junio de 1883 la de Burgas al vicariato apostólico de Sofía y Filipópolis, ambas en la costa de Bulgaria.
En 1890 la prefectura apostólica de Trebisonda tenía 4 estaciones primarias (Trebisonda, Erzerum, Samsun y Sínope) y 5 subsidiarias (Rize, Kiresiin, Giresun, Ordu, Ünye, İnebolu).
En 1894 la prefectura apostólica solo comprendía 704 fieles.
El 12 de septiembre de 1896 se suprimió la prefectura apostólica y su territorio se incorporó nuevamente al del vicariato apostólico de Constantinopla.
El 20 de junio de 1931 el papa Pío XI erigió la misión sui iuris de Trebisonda (hoy vicariato apostólico de Anatolia), que comprendía sustancialmente el mismo territorio de la prefectura apostólica.

## Episcopologio
- p. Damiano da Viareggio, O.F.M.Cap. † (1845-1852)
- p. Filippo Maria da Bologna, O.F.M.Cap. † (1852-1881)
- p. Eugenio da Modica, O.F.M.Cap. † (1881-12 de septiembre de 1896)